# Canoagem nos Jogos Pan-Americanos de 2019 - K-1 slalom extremo masculino
A competição do k-1 slalom extremo masculino foi um dos eventos da canoagem nos Jogos Pan-Americanos de 2019. Foi disputada no Rio Canete, localizado na cidade de Lunahuaná, no Peru nos dias 2 e 4 de agosto.

## Calendário
Horário local (UTC-5).
| Data        | Horário | Fase      |
| ----------- | ------- | --------- |
| 2 de agosto | 11:15   | Baterias  |
| 4 de agosto | 14:45   | Semifinal |
| 4 de agosto | 15:59   | Final     |

## Medalhistas
| Ouro   | BRA Pepe Gonçalves |
| Prata  | USA Joshua Joseph  |
| Bronze | CAN Keenan Simpson |

## Resultados

### Baterias
Os resultados da prova foram os seguintes. 
Bateria 1
| Colocação | Canoísta       | Nacionalidade | Notas |
| --------- | -------------- | ------------- | ----- |
| 1         | Pepe Gonçalves | BRA Brasil    | Q     |
| 2         | Keenan Simpson | CAN Canadá    | Q     |
| 3         | Juan Singuri   | BOL Bolívia   | DNF   |

Bateria 2
| Colocação | Canoísta         | Nacionalidade      | Notas |
| --------- | ---------------- | ------------------ | ----- |
| 1         | Matias Contreras | ARG Argentina      | Q     |
| 2         | Joshua Joseph    | USA Estados Unidos | Q     |
| 3         | Antonio Reinoso  | MEX México         |       |

Bateria 3
| Colocação | Canoísta          | Nacionalidade  | Notas |
| --------- | ----------------- | -------------- | ----- |
| 1         | Axel Fonseca      | CRC Costa Rica | Q     |
| 2         | Eriberto Robles   | PER Peru       | Q     |
| 3         | Alexis Perez      | VEN Venezuela  |       |
| 4         | Andraz Echeverría | CHI Chile      |       |

### Semifinal
Os resultados da prova foram os seguintes. 
Semifinal 1
| Colocação | Canoísta         | Nacionalidade      | Notas |
| --------- | ---------------- | ------------------ | ----- |
| 1         | Matias Contreras | ARG Argentina      | Q     |
| 2         | Joshua Joseph    | USA Estados Unidos | Q     |
| 3         | Eriberto Robles  | PER Peru           |       |

Semifinal 2
| Colocação | Canoísta       | Nacionalidade  | Notas |
| --------- | -------------- | -------------- | ----- |
| 1         | Pepe Gonçalves | BRA Brasil     | Q     |
| 2         | Keenan Simpson | CAN Canadá     | Q     |
| 3         | Axel Fonseca   | CRC Costa Rica |       |

### Final
A final ocorreu dia 4 de agosto às 15:59. 
| Colocação         | Canoísta         | Nacionalidade      | Notas |
| ----------------- | ---------------- | ------------------ | ----- |
| Medalha de ouro   | Pepe Gonçalves   | BRA Brasil         |       |
| Medalha de prata  | Joshua Joseph    | USA Estados Unidos |       |
| Medalha de bronze | Keenan Simpson   | CAN Canadá         |       |
| 4                 | Matias Contreras | ARG Argentina      |       |